# سفارة أوكرانيا في تايلاند
سفارة أوكرانيا في تايلاند هي أرفع تمثيل دبلوماسي لدولة أوكرانيا لدى تايلاند تقع السفارة في بانكوك وهي تهدف لتعزيز المصالح الأوكرانية في تايلاند.

## وصلات خارجية
- قائمة سفارات أوكرانيا
- قائمة السفارات في تايلاند